# جگن (نقاش)

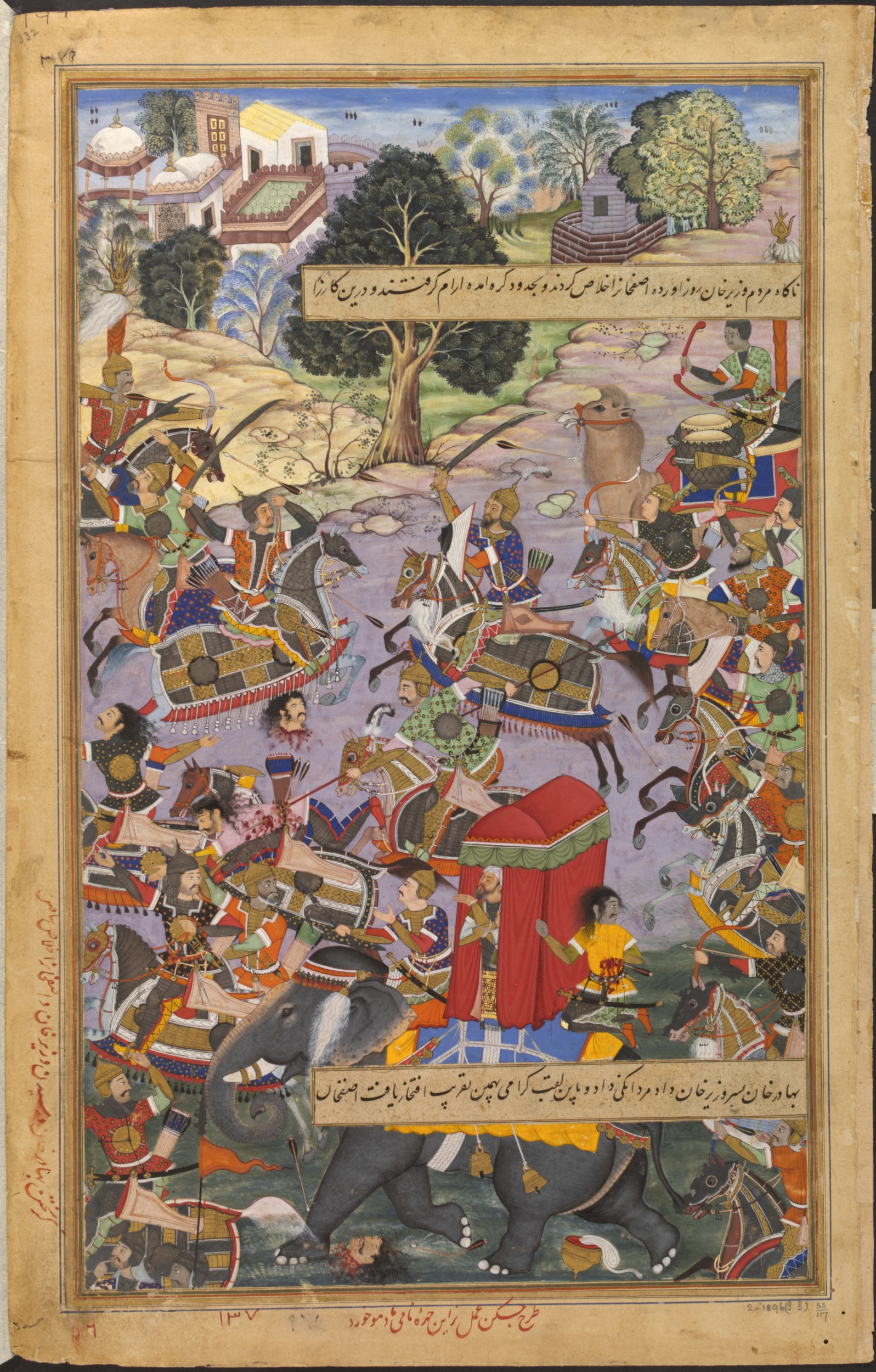
نگاره «مبارزه میان وزیر خان و بهادر خان علیه علی قلی خان، پیرامون شهر چونار» در اکبرنامه، به سال ۱۵۶۷ میلادی. نگهداری در موزه ویکتوریا و آلبرت.

جَگَن نقاش نگارگری گورکانی در هندوستان بود. او یازدهمین نفر از فهرست ۱۷ نقاش برتر ذکر شده در آئین اکبری است. سه نقاشی او در داراب‌نامه تأثیر دراماتیکی دارند، اما نگاره‌هایی که برای حمزه‌نامه کشید، با داستان و روایت جاری کتاب متناسب‌تر هستند. اما تنها در مینیاتورهای رزم‌نامه است که نقش‌های هنرمندانهٔ او تناسب دارند و از قواعد ایرانی، که یحتمل حین کار بر تیمورنامه آموخته، پیروی کرده‌اند. در نسخه‌های خطی بعدی تصویری که به او نسبت داده شود، باقی نمانده‌است، اما گنجاندن نام او در آیین اکبری نشان می‌دهد که وی در سال ۱۵۹۰ میلادی هنوز زنده بود، زیرا برخلاف او دسوانت که در ۱۵۸۴ درگذشت نامش در لیست نیست؛ بهرحال بایستی در این دوره فعالیت بسیار محدودی داشته بوده باشد. جگن احتمالاً همان «جگنت» هم است که نقشی در تیمورنامه را در سال ۱۵۸۴ کشیده و در نسخه‌های خطی تاریخی و ادبی دهه ۱۵۹۰ همکاری کرده.

## نگارخانه

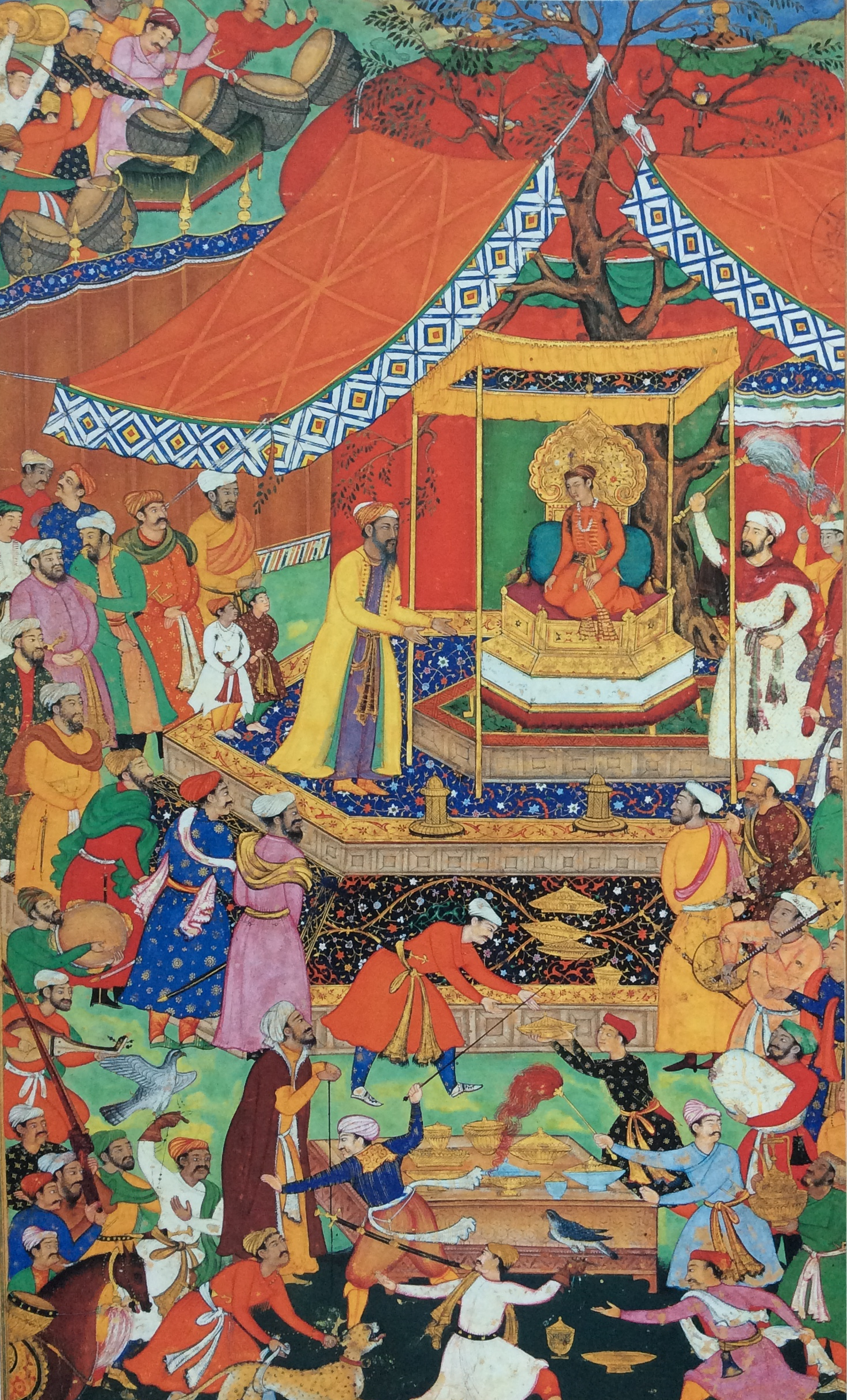
اکبر در غزنی
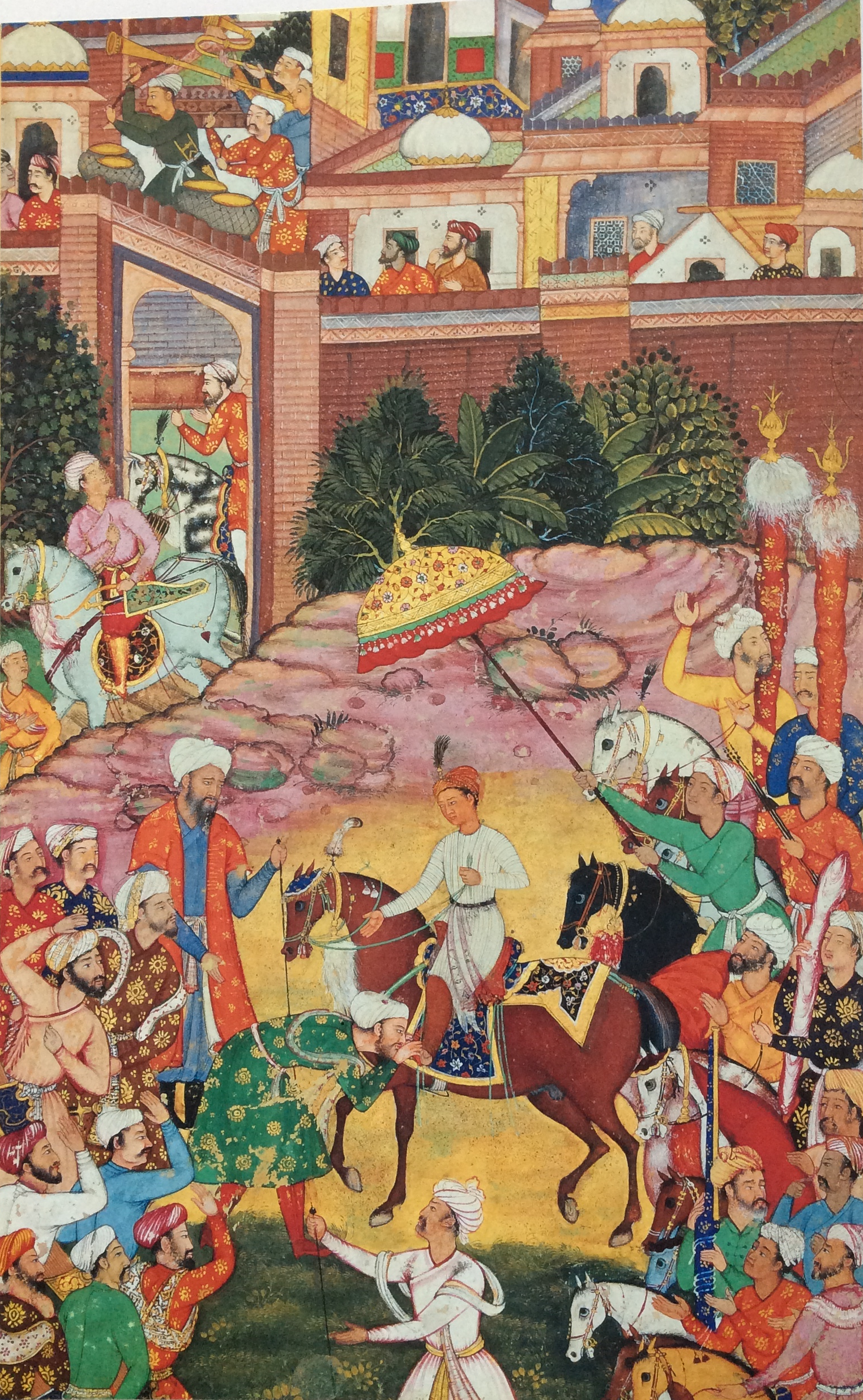
اکبر در کابل
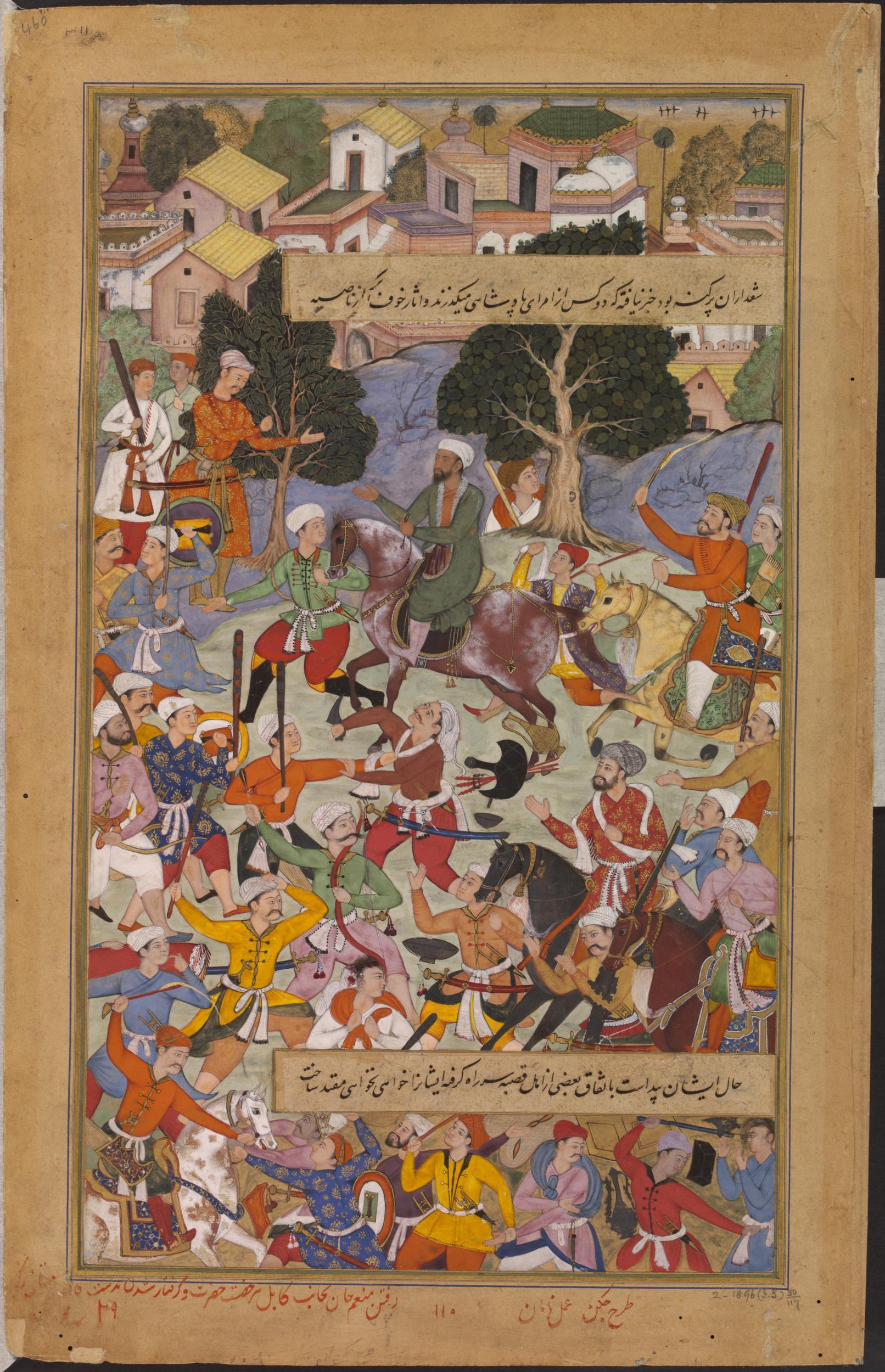
معنم خان. کشیده شده با کمک نعمان
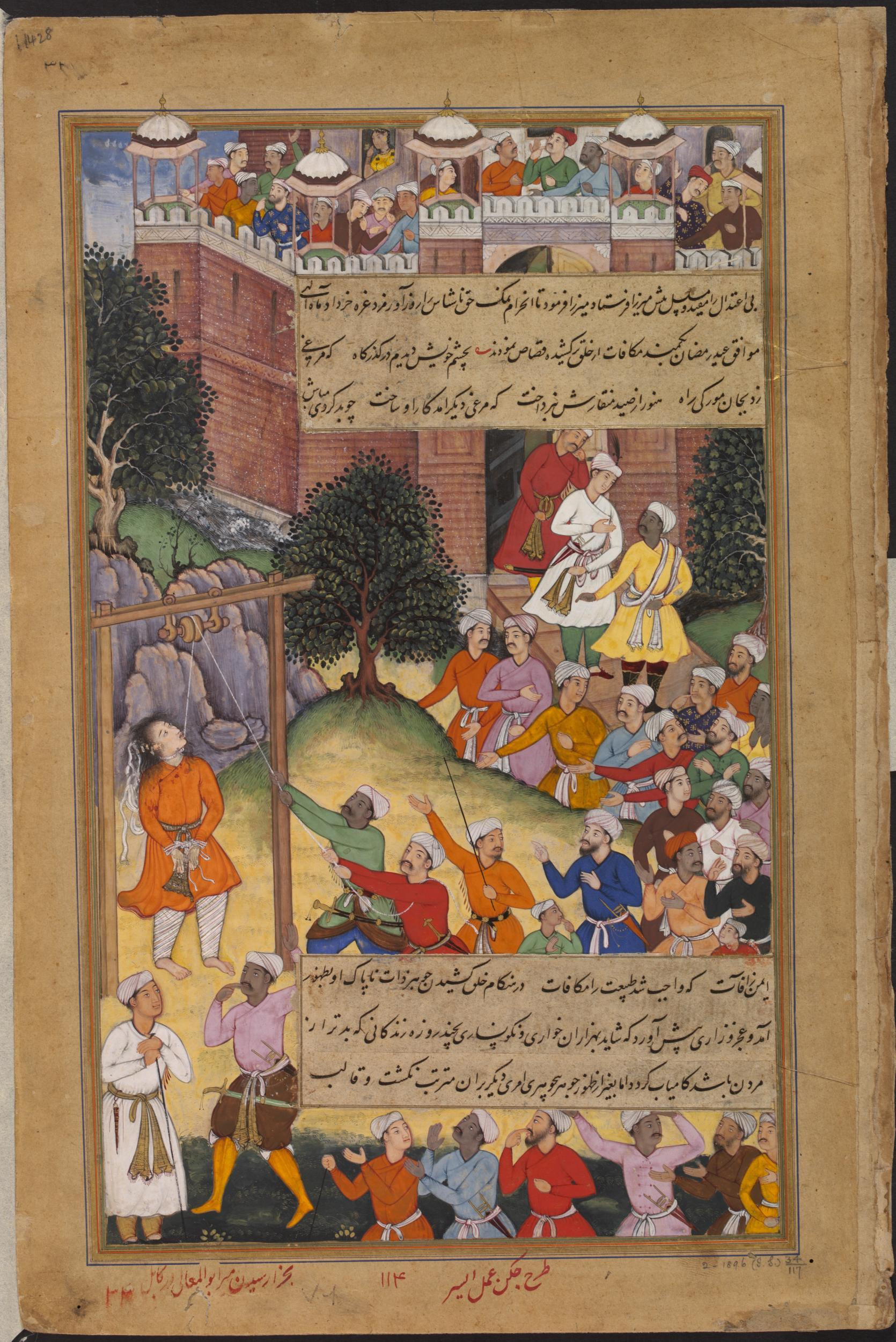
اعدام ابوالمعالی
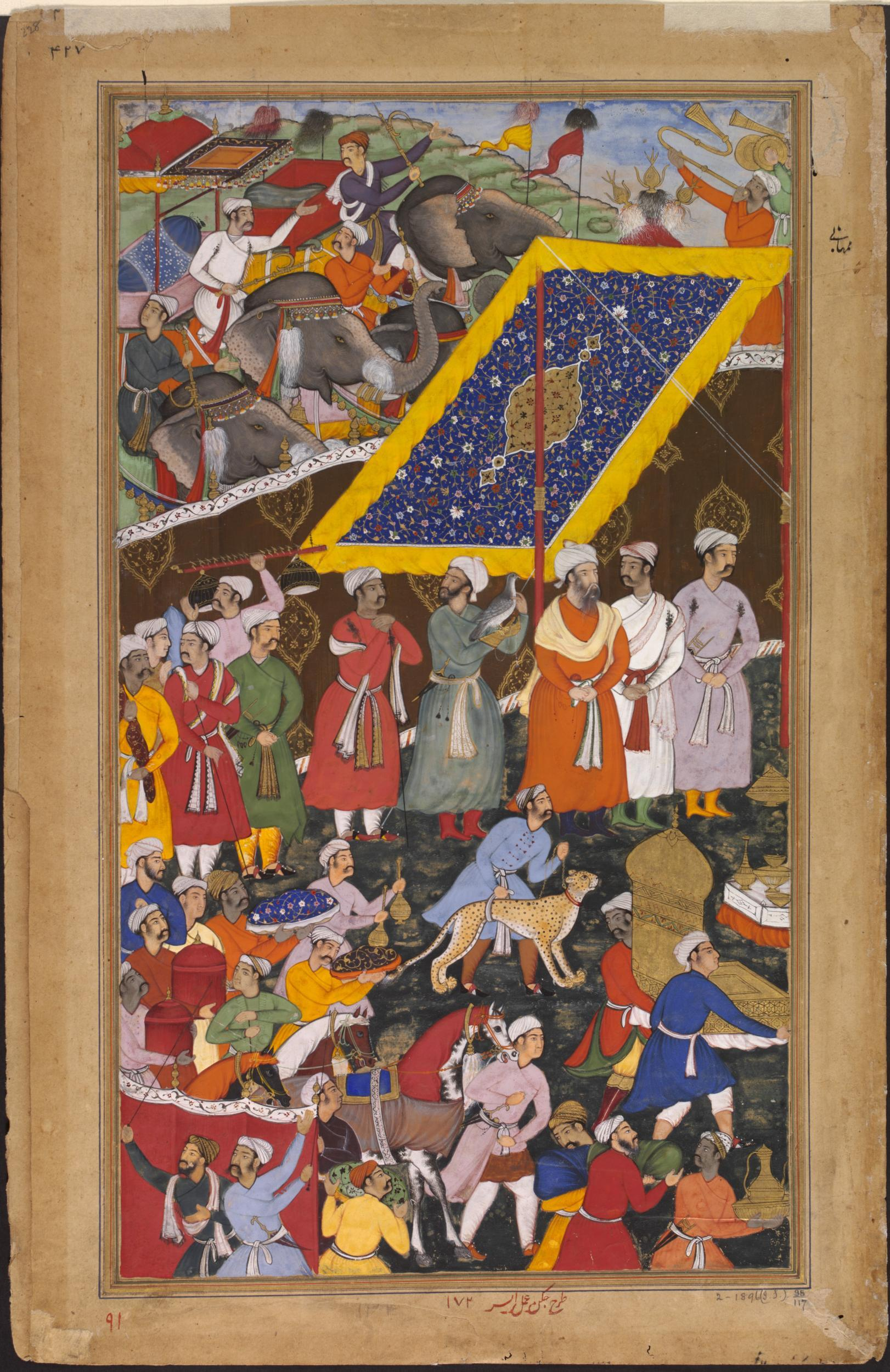
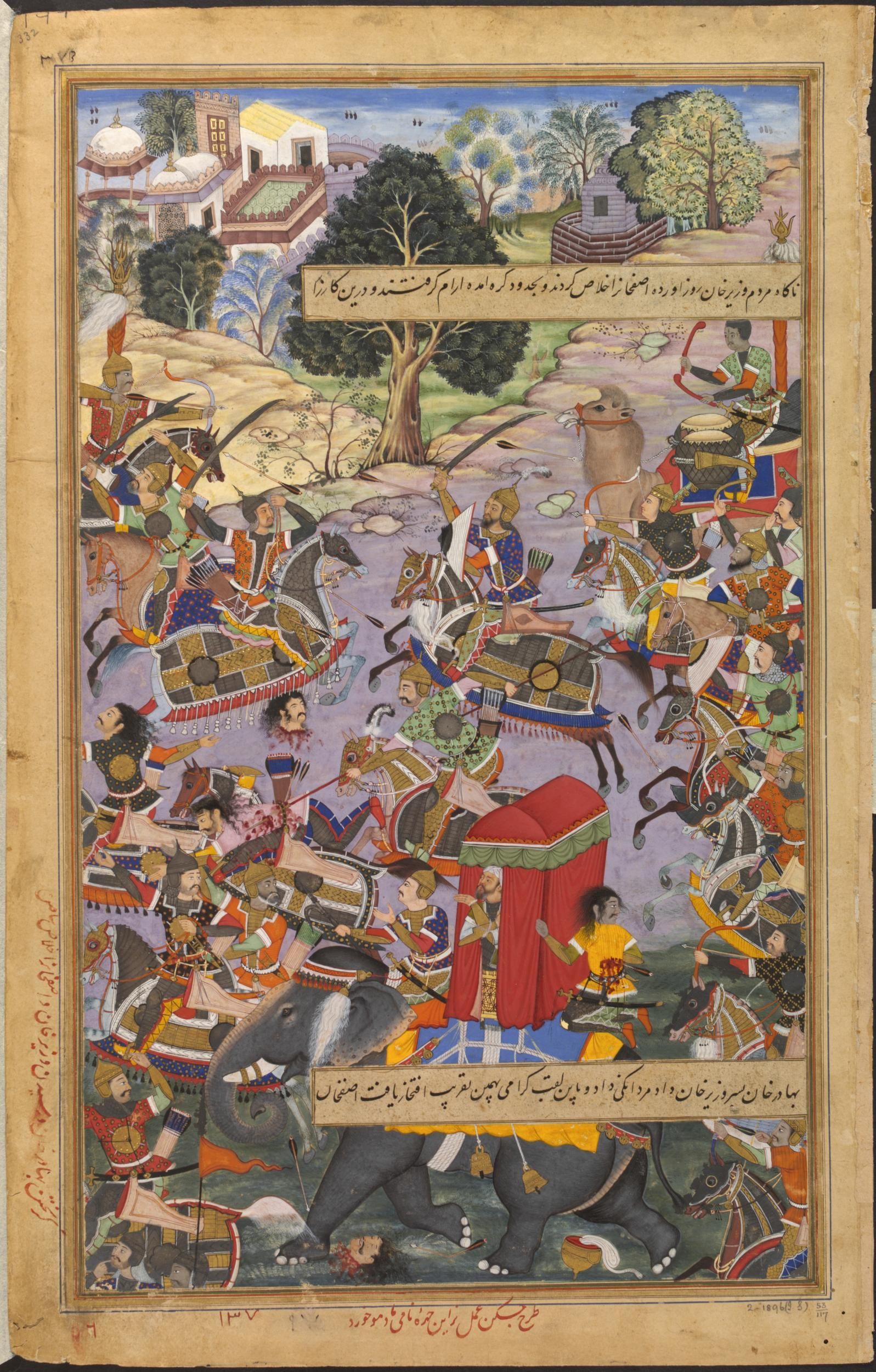
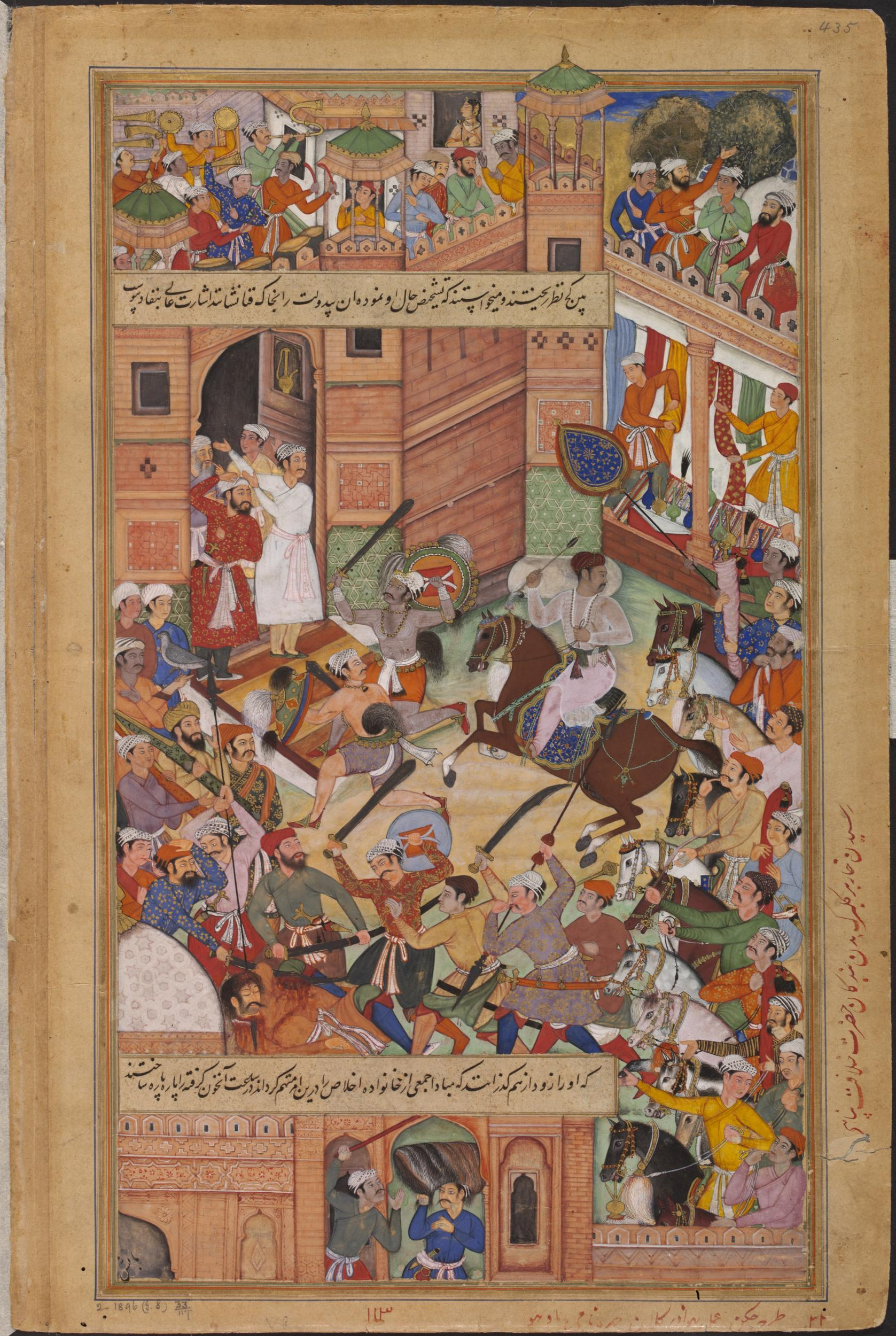
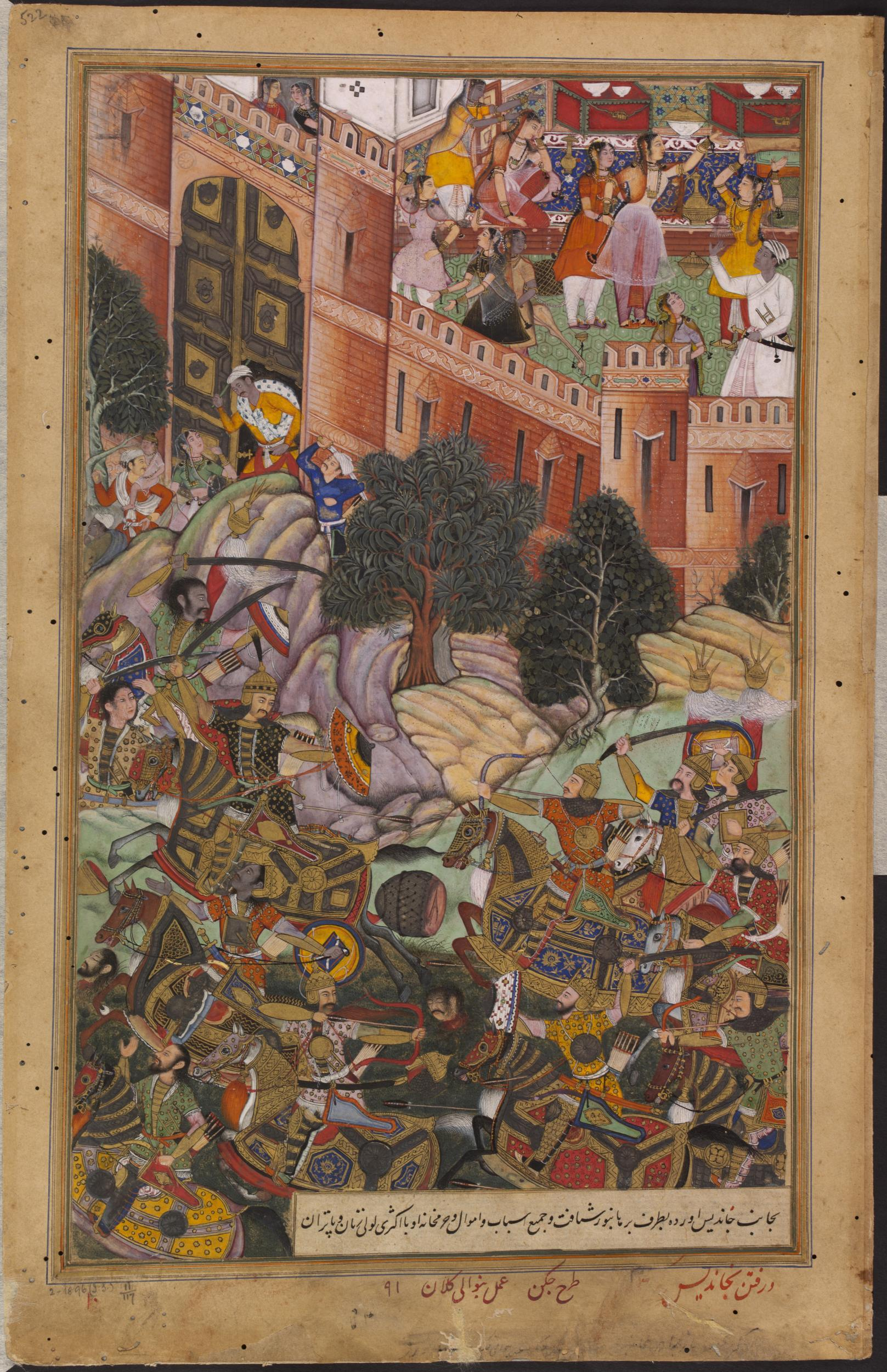
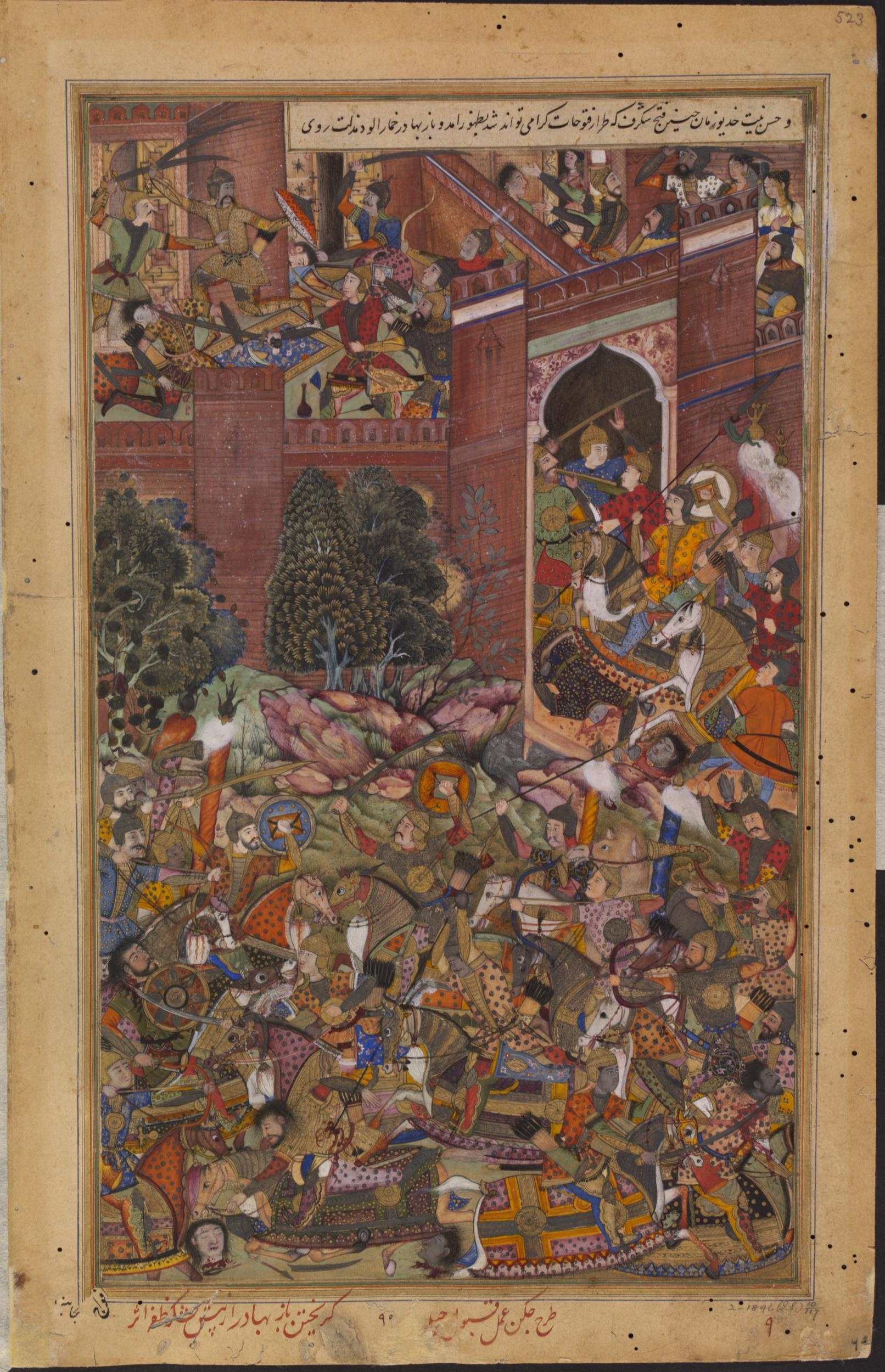
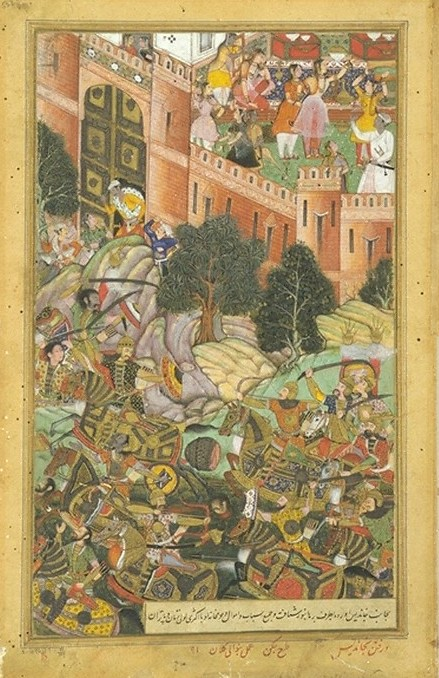
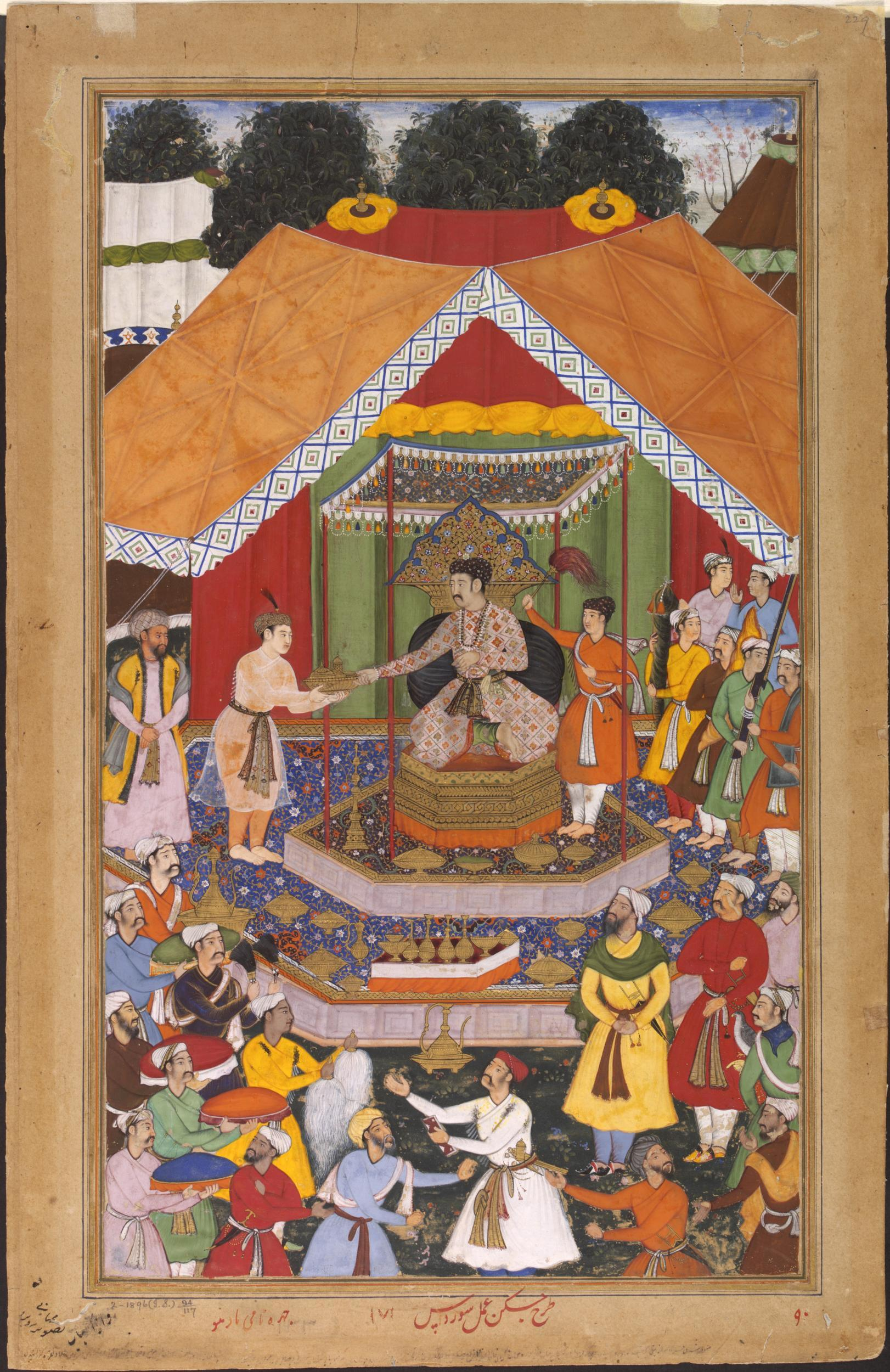
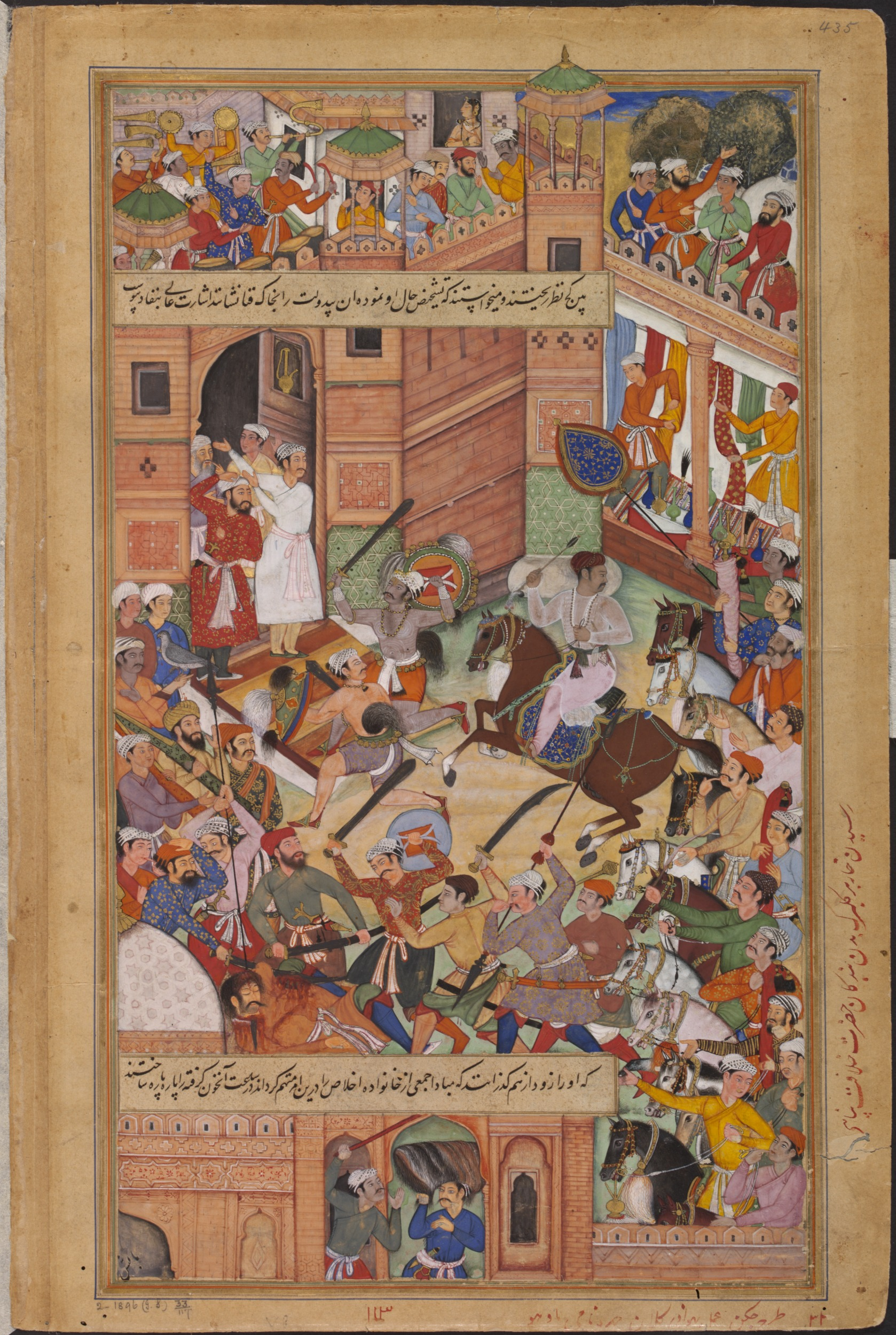